# Prakttrastar
Prakttrastar (Ptilorrhoa) är ett fågelsläkte i familjen vakteltrastar inom ordningen tättingar. Släktet omfattar fyra arter som förekommer enbart på Nya Guinea:
- Fläckig prakttrast (P. leucosticta)
- Blå prakttrast (P. caerulescens)
- Brunkronad prakttrast (P. geislerorum)
- Brunryggig prakttrast (P. castanonota)